# Opel 60PS (1908)
La 60PS era una piccola famiglia di autovetture di gran lusso prodotta dalla Casa automobilistica tedesca Opel dal 1908 al 1913.

## Profilo e storia
Alla fine degli anni '900, la Opel non si accontentò di avere già una gamma piuttosto varia e articolata, comprendente modelli che partivano dalla fascia medio-bassa per arrivare a quelli di gran lusso. Volle di più, perciò pensò di suddividere la sua fascia di gran lusso in due sottofasce: una era già occupata dai modelli della famiglia 50PS, già assai esclusivi, mentre l'altra sottofascia avrebbe dovuto essere costituita da modelli che andavano ancora più in là come classe ed eleganza.

### La 33/60 PS
Il primo modello a occupare tale fascia fu la 33/60 PS, una grossa vettura che andò appunto a posizionarsi sopra gli altri modelli di gran lusso già in listino e andò quindi a rappresentare il top della gamma Opel di quegli anni.

La 33/60 PS era disponibile come limousine, double-phaeton o landaulet e poteva essere richiesta a passo corto (3,24 m) o lungo (3,7 m). Il telaio era longheroni e traverse in acciaio: su di esso venivano montate le classiche sospensioni ad assale rigido e a balestre semiellittiche, nonché i freni a nastro sul cambio. Quest'ultimo era a 4 marce e integrava l'altrettanto classica trasmissione ad albero cardanico con frizione a cono metallico.

La 33/60 PS montava un motore a 4 cilindri biblocco, uno schema abbastanza utilizzato sulle vetture dei primi anni del secolo, specie su quelle di fascia alta e di lusso. Tale motore, della cilindrata di 8620 cm³, utilizzava una distribuzione a valvole laterali, che prevedeva quelle di aspirazione da un lato e quelle di scarico sull'altro lato del motore (schema a T). Ciò comportò necessariamente l'utilizzo di due assi a camme, uno per lato. La potenza massima era di 60 CV a 1500 giri/min.

Commercializzata a un prezzo compreso tra i 19.500 e i 22.000 marchi, la 33/60 PS fu commercializzata fino alla fine del 1908.

### La 35/60 PS
La 33/60 PS venne sostituita all'inizio del 1909 dalla 35/60, che mantenne praticamente tutte le soluzioni tecniche viste nel modello precedente, tranne che in due aspetti: il telaio era unicamente disponibile in una misura di passo e il motore era un'evoluzione del precedente, il quale subì un aumento della corsa passando a 8928 cm³ di cilindrata. La potenza rimase invariata a favore dell'erogazione di coppia motrice. La 35/60 PS fu commercializzata durante tutto il 1909 e fu venduta a un prezzo compreso tra i 17.500 e i 20.500 marchi, cioè da quattro a cinque volte il prezzo di una contemporanea Doktorwagen.

### La 34/65 PS
All'inizio del 1910 fu lanciata la sostituta della 35/60 PS, cioè la 34/65 PS, dotata di un nuovo motore che seguiva lo stesso schema dei precedenti, ma con cilindrata di 8760 cm³, leggermente minore di quella del modello precedente. La potenza massima, però, salì a 65 CV a 1600 giri/min. Il telaio, sempre a longheroni e traverse, era disponibile in una sola misura di passo, che però crebbe a 3,57 m.

Nonostante le prestazioni migliori, il nuovo telaio e il nuovo motore, la 34/65 PS fu commercializzata a un prezzo inferiore a quello delle sue eredi e ciò le consentì di ottenere un successo migliore, tanto da essere commercializzata per oltre tre anni: fu infatti tolta di produzione alla fine del 1913.